# Thumbnail (album AKB48)
Thumbnail (jap. サムネイル Samuneiru) – piąty oryginalny album japońskiego zespołu AKB48, wydany w Japonii 25 stycznia 2017 roku przez You! Be Cool.
Album został wydany w trzech edycjach: dwóch regularnych (Type A i Type B) i „teatralnej”. Album osiągnął 1 pozycję w rankingu Oricon i pozostał na liście przez 15 tygodni, sprzedał się w nakładzie 632 615 egzemplarzy. Zdobył status potrójnej platynowej płyty.

## Lista utworów
Wszystkie utwory zostały napisane przez Yasushiego Akimoto.

### Type A
| CD  | CD | CD                            | CD                   | CD      |
| Nr  | Tytuł utworu | Kompozycja                    | Aranżacja            | Długość |
| --- | --- | ----------------------------- | -------------------- | ------- |
| 1.  | „Kuchibiru ni Be My Baby” (jap. 唇にBe My Baby)                                                                                | Kōchi Yoshifumi               | Hiroshi Sasaki       | 4:42    |
| 2.  | „365 nichi no kamihikōki” (jap. 365日の紙飛行機)                                                                               | Toshikazu Kadono, Hiroki Aoba | Teppei Shimizu       | 4:43    |
| 3.  | „Kimi wa Melody” (jap. 君はメロディー)                                                                                         | you-me                        | Yūichi "Masa" Nonaka | 4:45    |
| 4.  | „Tsubasa wa iranai” (jap. 翼はいらない)                                                                                        | Makoto Wakatabe               | Makoto Wakatabe      | 4:35    |
| 5.  | „LOVE TRIP” | Haruyuki                      | Hiroshi Sasaki       | 5:50    |
| 6.  | „Shiawase o wakenasai” (jap. しあわせを分けなさい)                                                                             | Michihiko Yanai               | Yūichi "Masa" Nonaka | 4:54    |
| 7.  | „Hikari to kage no hibi” (jap. 光と影の日々)                                                                                   | Shūtarō Katagiri              | Kaoru Ōtsuka         | 4:28    |
| 8.  | „High Tension” (jap. ハイテンション)                                                                                           | Satori Shiraishi              | Hiroshi Sasaki       | 3:47    |
| 9.  | „Ano hi no jibun” (jap. あの日の自分)                                                                                          | Michio Kawano                 | Yūichi "Masa" Nonaka | 4:08    |
| 10. | „Get you!” (wyk. Sashining Musume)                                                                                             | Yūsuke Itagaki                | Yūsuke Itagaki       | 3:45    |
| 11. | „Tanjōbi TANGO” (jap. 誕生日TANGO) (wyk. Anna Iriyama, Rena Katō Haruna, Kojima)                                               | Katsuhiko Yamamoto            | Katsuhiko Yamamoto   | 4:20    |
| 12. | „Coin Toss” (jap. コイントス) (wyk. Nana Okada)                                                                                | Alan de boo                   | Alan de boo          | 3:40    |
| 13. | „Hibiwareta kagami” (jap. ひび割れた鏡) (wyk. Yuki Kashiwagi, Haruka Komiyama, Juri Takahashi, Akane Takayanagi, Yui Yokoyama) | Yoshiaki Mikkaichi            | Araken               | 4:30    |
| 14. | „Ayamachi” (jap. 過ち) (wyk. Sayaka Yamamoto, Junichi Inagaki)                                                                 | Junki Sakurai                 | Junki Sakurai        | 4:50    |

| DVD | DVD                                                                              | DVD     |
| Nr  | Tytuł utworu                                                                     | Długość |
| --- | -------------------------------------------------------------------------------- | ------- |
| 1.  | „AKB48 zenkoku akushu-kai Live Digest” (jap. AKB48 全国握手会ライブダイジェスト) |         |

### Type B
| CD  | CD | CD                            | CD                   | CD      |
| Nr  | Tytuł utworu | Kompozycja                    | Aranżacja            | Długość |
| --- | --- | ----------------------------- | -------------------- | ------- |
| 1.  | „Kuchibiru ni Be My Baby” (jap. 唇にBe My Baby)                                                                        | Kōchi Yoshifumi               | Hiroshi Sasaki       | 4:42    |
| 2.  | „365 nichi no kamihikōki” (jap. 365日の紙飛行機)                                                                       | Toshikazu Kadono, Hiroki Aoba | Teppei Shimizu       | 4:43    |
| 3.  | „Kimi wa Melody” (jap. 君はメロディー)                                                                                 | you-me                        | Yūichi "Masa" Nonaka | 4:45    |
| 4.  | „Tsubasa wa iranai” (jap. 翼はいらない)                                                                                | Makoto Wakatabe               | Makoto Wakatabe      | 4:35    |
| 5.  | „LOVE TRIP” | Haruyuki                      | Hiroshi Sasaki       | 5:50    |
| 6.  | „Shiawase o wakenasai” (jap. しあわせを分けなさい)                                                                     | Michihiko Yanai               | Yūichi "Masa" Nonaka | 4:54    |
| 7.  | „Hikari to kage no hibi” (jap. 光と影の日々)                                                                           | Shūtarō Katagiri              | Kaoru Ōtsuka         | 4:28    |
| 8.  | „High Tension” (jap. ハイテンション)                                                                                   | Satori Shiraishi              | Hiroshi Sasaki       | 3:47    |
| 9.  | „Ano hi no jibun” (jap. あの日の自分)                                                                                  | Michio Kawano                 | Yūichi "Masa" Nonaka | 4:08    |
| 10. | „Aokusai Rock” (jap. 青くさいロック)                                                                                   | KEIT                          | KEIT                 | 3:54    |
| 11. | „Runner's High” (jap. ランナーズハイ) (wyk. Yui Oguri, Rara Gotō, Moeka Takakura, Hana Matsuoka, Ayaka Yamamoto)       | Kōji Tagaito                  | APAZZI               | 3:50    |
| 12. | „Dakara kimi ga suki na no ka” (jap. だから君が好きなのか) (Ogino Yuka, Erina Oda, Akari Suda, Ririka Sutō, Yūka Tano) | Akira Matsumoto               | Akira Matsumoto      | 4:20    |
| 13. | „Baguette” (jap. バケット) (wyk. Jurina Matsui, Sakura Miyawaki, Mayu Watanabe)                                        | Takeru Hoyu                   | Mine Kushita         | 4:23    |

### Wersja „teatralna”
| CD  | CD | CD                            | CD                   | CD      |
| Nr  | Tytuł utworu | Kompozycja                    | Aranżacja            | Długość |
| --- | --- | ----------------------------- | -------------------- | ------- |
| 1.  | „Kuchibiru ni Be My Baby” (jap. 唇にBe My Baby)                                                                              | Kōchi Yoshifumi               | Hiroshi Sasaki       | 4:42    |
| 2.  | „365 nichi no kamihikōki” (jap. 365日の紙飛行機)                                                                             | Toshikazu Kadono, Hiroki Aoba | Teppei Shimizu       | 4:43    |
| 3.  | „Kimi wa Melody” (jap. 君はメロディー)                                                                                       | you-me                        | Yūichi "Masa" Nonaka | 4:45    |
| 4.  | „Tsubasa wa iranai” (jap. 翼はいらない)                                                                                      | Makoto Wakatabe               | Makoto Wakatabe      | 4:35    |
| 5.  | „LOVE TRIP” | Haruyuki                      | Hiroshi Sasaki       | 5:50    |
| 6.  | „Shiawase o wakenasai” (jap. しあわせを分けなさい)                                                                           | Michihiko Yanai               | Yūichi "Masa" Nonaka | 4:54    |
| 7.  | „Hikari to kage no hibi” (jap. 光と影の日々)                                                                                 | Shūtarō Katagiri              | Kaoru Ōtsuka         | 4:28    |
| 8.  | „High Tension” (jap. ハイテンション)                                                                                         | Satori Shiraishi              | Hiroshi Sasaki       | 3:47    |
| 9.  | „Ano hi no jibun” (jap. あの日の自分)                                                                                        | Michio Kawano                 | Yūichi "Masa" Nonaka | 4:08    |
| 10. | „Dare ga watashi o nakaseta?” (jap. 誰が私を泣かせた?)                                                                       | Masatoshi Moriwaki            | Hiroshi Sasaki       | 4:57    |
| 11. | „Subete wa tochū keika” (jap. すべては途中経過) (wyk. Rie Kitahara, Miru Shiroma, Nao Furuhata, Minami Minegishi, Tomu Mutō) | Motoi Okuda                   | Motoi Okuda          | 4:54    |

## Notowania
| Lista                     | Pozycja |
| ------------------------- | ------- |
| Oricon Weekly Album Chart | 1       |
| Oricon Yearly Album Chart | 4       |